# Eenigenburg
 (décembre 2024).
Si vous disposez d'ouvrages ou d'articles de référence ou si vous connaissez des sites web de qualité traitant du thème abordé ici, merci de compléter l'article en donnant les références utiles à sa vérifiabilité et en les liant à la section « Notes et références ».
Eenigenburg est un village situé dans la commune néerlandaise de Schagen, dans la province de la Hollande-Septentrionale. Le 1er janvier 2005, le village comptait 187 habitants.

## Histoire
En 1289, le village était mentionné sous le nom d'Eini(g)hborch, en 1323 sous le nom d'Enigheburch, en 1478 sous le nom d'Enichburch et en 1600 sous le nom d'Eenighenburch. Mais le nom est bien plus ancien. En vieux frison, il s'agit de Eeninge, de Ee = eau et Nige = proximité. Si proche du Zijpe, qui n'a retrouvé son cours qu'en 1597.
Après sa victoire sur les Frisons occidentaux, le comte Florent V (1254-1296) fit construire à partir de 1282 le château Nuwendoorn comme forteresse, qui disparut des archives en 1367. La victoire de 1282 sur les Frisons occidentaux est célébrée ici chaque année en été lors d'une fête médiévale. Les vestiges du château ont été redécouverts en 1948 sur un terrain en contrebas d'Eenigenburg sous le nom de champ "Nieuwe Deuren", qui était une corruption de "Nyewendoren". Les fondations et les douves du château furent ensuite restaurées. Une revitalisation, avec quelques murs reconstruits et une tour principale en acier servant de tour d'observation, a été achevée en 2011.
Le château d'Eenigenburch (nl) se trouvait peut-être sur la butte Wierde. Des fondations ont été trouvées ici en 1957/1958.
L'église actuelle date de 1792 et a été construite sur un terp probablement construit au XIVe siècle et qui pourrait être un vestige d'un terp plus grand en partie excavé. L'église possède une horloge de 1505, une chaire de 1698 et un orgue unique construit par Schölgens en 1876. Vers 1400, le prédécesseur Saint-Salvador se trouvait dans une église antérieure.[réf. nécessaire] L'église a été restaurée en 1992 ; l'orgue en 1994.
Jusqu'à la fin du XIXe siècle, Eenigenburg comprenait également le hameau de Surmerhuizen, qui a toujours été inclus dans le village d'Eenigenburg, mais qui formait son propre quartier au sein de la zone appelée Eenigenburg. Finalement, Surmerhuizen a disparu en tant que quartier séparé et désormais, seuls le nom de la rue Surmerhuizerweg et le musée local Surmerhuizen sur le Kerkweg nous rappellent encore l'ancien hameau.

## Lieux remarquables
- Les ruines du château de Nuwendoorn.
- Le musée Surmerhuizen.
- Le buste d'Albert van Dalsum au Musée historique Harenkarspel près de sa tombe.